# Nisporeni, Moldavien
Nisporeni (ryska: Ниспорены) är en distriktshuvudort i Moldavien. Den ligger i distriktet Nisporeni, i den centrala delen av landet. Nisporeni ligger 90 meter över havet och antalet invånare är 11 718.
Terrängen runt Nisporeni är huvudsakligen kuperad, men västerut är den platt.  Omgivningarna runt Nisporeni är en mosaik av jordbruksmark och naturlig växtlighet.